# شادلیق
شادلیق (به ترکمنی: Şatlyk، شاتلیٛق) یک منطقهٔ مسکونی در ترکمنستان است که در استان مرو واقع شده‌است. شادلیق ۷٬۰۰۰ نفر جمعیت دارد.

## ریشه واژه
پیش از سال ۱۹۷۱، این شهرک با نام شهیدلی شناخته می‌شد. واژه شهیت در زبان ترکمنی به معنی شهید یا کسی که در مرگ ناگهانی می‌میرد است، اما مرجع آن مبهم است. واژه شادلیق یا شاتلیق، از سوی دیگر، به معنی شادی است.